# Zoé Besmond de Senneville
Zoé Besmond ou Zoé Besmond-Denis de Senneville-Grave, dite Zoé Besmond de Senneville, née en 1987 à Paris, est une actrice française. Elle est aussi poétesse et modèle d'art. Elle est enfin créatrice d'un podcast où elle évoque sa lutte à la suite de la perte de l'audition qui la touche.

## Biographie
Née en 1987, issue d’une famille d'artistes dans différentes disciplines (sa mère, par exemple, est la créatrice de mode Élisabeth de Senneville), elle grandit à Paris. Sa famille paternelle, « Bensimon » devenue « Besmond » à son arrivée en métropole, est originaire de El Jadida (Maroc),. Elle obtient son bac au lycée Stanislas, puis s’inscrit à l’école Claude Mathieu. En parallèle, elle empoche sa licence d’anglais à la Sorbonne puis termine son cursus universitaire aux États-Unis, à New York et effectue des études sur le jeu d'acteur, notamment au  Stella Adler Studio of Acting. À son retour en France en 2010, elle intègre l’École du Jeu à Paris et commence une carrière de comédienne professionnelle.
Zoé Besmond de Senneville décroche son premier rôle en 2011 dans Le Petit Poucet  une œuvre réalisée par Marina de Van pour Arte.
Elle tourne aussi dans le moyen métrage Bodycombat de Yelena Remetin, Nos cœurs à nu de Kamel Abdous, dont elle signe les dialogues, Un peu après minuit de Jean-Raymond Garcia et Anne-Marie Puga, Les Chrysalides de Lucie Mouquet, Sur la peau de Srinath Samarasinghe, Dernier acte de Karim Alliane et la série La Garçonne réalisée par Paolo Barzman.
D’autre part, elle joue régulièrement au théâtre.
Depuis 2015, elle développe son travail de poésie. On peut trouver ses poèmes dans plusieurs revues ou anthologies comme : Great Weather For Media: The Careless Embrace of the Boneshaker (NYC 2016), Visitant Lit (USA, web 2017), Terre à Ciel (web, avril 2017), Objet (Aubervilliers, 2017), 17 secondes (Paris, 2018), The New Firemen, Alcôves (2019), Les Nouveaux Délits, Revue Sœurs, Les Impromptus, Lichen, Unleash the artists, la Fédération des poètes, Femlumag (2020), Revue l’Utopie, Anthologie Le désir en nous comme un défi au monde, ou encore la revue  do.kre.i.s (2024). Elle anime également le Bordel de la poésie, avec Rim Battal et Laura Lutard.
En 2020, elle publie le Journal de mes oreilles, sous forme de podcast, qui raconte son combat contre une maladie qui la touche, une otospongiose bilatérale cochléaire,. Cette maladie s'est déclenchée brutalement. Elle provoque des déséquilibres et une perte progressive de l’audition. Un ouvrage, portant ce même titre et sur le même thème, est publié aux Éditions Flammarion en mars 2021,.
En 2024, elle publie un recueil de poésie, Sourdre, et un album musical avec Ernest de Jouy, s'intitulant de même Sourdre, reprenant quelques-uns de ces poèmes sur une musique électronique,.

## Filmographie

### Cinéma
- 2017: Sur la peau, Srinath Samarasinghe
- 2017: Nuit de grève, Yoann Jean Charles

### Court-métrage
- 2018: Les Chrysalides, Lucie Mouquet, Le Grec
- 2017: Un peu après minuit, JR Garcia et Anne Marie Puga
- 2013 : Bodycombat réalisé par Yelena Remetin
- 2012 : Willie réalisé par Luca Stefanini
- 2004 : Robert de la jungle  réalisé par Éric Communier

### Télévision
- 2019: La Garçonne, Paolo Barzman, Mother Production, France 2
- 2018: Dernier acte, Karim Alliane, Amazone Prime
- 2012 : Fais pas ci, fais pas ça  - Saison 5 - Laurent Dussaux - France 2
- 2010 : Le Petit Poucet, téléfilm de Marina de Van - Arte

## Théâtre
- 2018-2021: Le Bordel de la poésie
- 2017: L'Avare, mise en scène Hala Ghosn, Collectif La Pursuite
- 2015: Souriya de Maria Oudaïmah
- 2013: Le Cabaret des Mots, Matéi Visniec, Cie Umbral